# Massoud Kimiai
Massoud Kimiai (en persan : مسعود کیمیایی), né à Téhéran en 1941 est un réalisateur, scénariste et producteur iranien. Il devient célèbre en 1969, quand il réalise son second film, Qeysar, qui est considéré comme un tournant dans le cinéma iranien. 

## Biographie
Massoud Kimiai a une enfance difficile et agitée : il se retrouve souvent mêlé à des bagarres qui se terminent au poste de police. 
Il tourne ensuite son énergie vers les livres et lit avec voracité, particulièrement des livres sur le cinéma, puis fait le tour des studios à la recherche d'un emploi. Il rencontrera au cours de ces visites le réalisateur Samuel Khachikian, qui lui donne ses premières leçons de réalisation en faisant de lui son assistant en 1965. Il fera ses premiers travaux indépendants en réalisant des publicités pour des films américains.

## Carrière
Le premier scénario qu'il propose n'est pas pris au sérieux avant qu'il ne réalise une scène d'une minute pour convaincre les directeurs du studio et obtenir le feu vert en tant que professionnel en matière. 
Dans Qeysar, il dépeint l'éthique et la morale de la classe ouvrière pauvre à travers le personnage principal, Qeysar. Ce film créera un nouveau genre dans le cinéma populaire iranien, le drame d'action. Sans aucune formation académique et avec seulement quelques années d'expérience en tant qu'assistant réalisateur, Kimiai devient un personnage historique du cinéma iranien. 
Il a été le mari de Gougoush entre 1985 et 2003.

## Filmographie (en tant que réalisateur)
- Biganeh Biya (« Viens étranger ») - 1968
- Qeysar - 1969
- Reza Motori - 1970
- Dash Akol - 1971
- Baluch - 1972
- Khaak (« La terre ») - 1973
- The Deer - 1974
- Ghazal - 1976
- Asb (« cheval ») - 1976
- Safar-e Sang (« Le voyage de la pierre ») - 1978
- Khat-e Ghermez (« La ligne rouge ») Censuré en Iran - 1982
- Tigh-o Abrisham (« La lame et la soie ») - 1986
- Sorb (La Plombe) - 1988
- Dandan-e Maar (« Le crochet du serpent ») - 1990
- Goroohban (« Le sergent ») - 1990
- Rad-e Paye Gorg (« La piste du loup ») - 1992
- Tejarat (« Le commerce ») - 1993
- Ziyafat (« La fête ») - 1995
- Soltan - 1996
- Mercedes - 1998
- Faryaad (« Le cri ») - 1999
- Eteraz (« Protestation ») - 2000
- Sarbazan-e Jomeh (« Les soldats du vendredi ») - 2003
- Hokm (« Le verdict ») - 2005
- Raees (« Le chef ») - en cours de réalisation, 2006
- Mohakeme dar Khiaban - 2009
- Crime - 2011
- Metropole - 2014
- Ghatel-e Ahli - 2016
- Tuer le traître - 2021

## Récompenses et distinctions
- Nommé au Crystal Simorgh Meilleur Réalisateur au Fajr International Film Festival de 2000
- Prix spécial du jury au Montreal World Film Festival de 1992
- Mention honorable au 41e festival international du film à Berlin
- Nommé au Crystal Simorgh Meilleure Bande-Annonce au Fajr International Film Festival de 1989
- Lauréat du prix du meilleur réalisateur au Festival Internationale du Film au Caire de 1979
- Médaille d'argent au Festival international du Film à Mannheim-Heidelberg en 1976
- Meilleur scénario au Tashkent International Film Forum 1971
- Meilleur film au Sepas Film Festival de 1969
- Meilleur réalisateur au Sepas Film Festival de 1969